# Konstsamfundet
Föreningen Konstsamfundet r.f. grundades 1940 av Amos Anderson (1878–1961), som testamenterade sin kvarlåtenskap till föreningen.
Konstsamfundet äger en del av det svenskspråkiga medieföretaget KSF Media, som utger Hufvudstadsbladet samt lokaltidningarna Östnyland, Västra Nyland, Hangötidningen-Hangonlehti och Loviisan Sanomat. Majoritetsägare i KSF Media är sedan juni 2023 Bonnier. Konstsamfundet är delägare i köpcentret Forum.
Konstsamfundet äger även konstmuseet Amos Rex, som öppnades i augusti 2018. Amos Rex består av underjordiska utställningsutrymmen planerade av arkitektbyrån JKMM, av Glaspalatset med dess biograf Bio Rex och av Glaspalatstorget. Amos Rex föregångare, Amos Andersons konstmuseum, verkade på Georgsgatan 27 i Helsingfors under åren 1965–2017. Konstsamfundet upprätthåller även Söderlångviks museum på Kimitoön.
Konstsamfundets förmögenhet omfattar aktieinnehav i varuhuskedjan Stockmann samt i sparbanken Aktia. Föreningen delar ut understöd och bidrag för kulturverksamhet på svenska i Finland.
Föreningens VD är sedan 1 oktober 2018 Stefan Björkman. Dess styrelse leds av Gunvor Kronman.